# 싸 (행정 단위)
싸(베트남어: Xã / 社)는 베트남의 3단계 행정 단위로 대한민국의 마을에 해당한다. 동급의 단위인 프엉(坊)과 티쩐(市鎭)과 함께 11,162개의 단위가 있다.
싸는 3단계 행정 단위로 성시, 시사, 현 아래에 종속된다.

## 개요

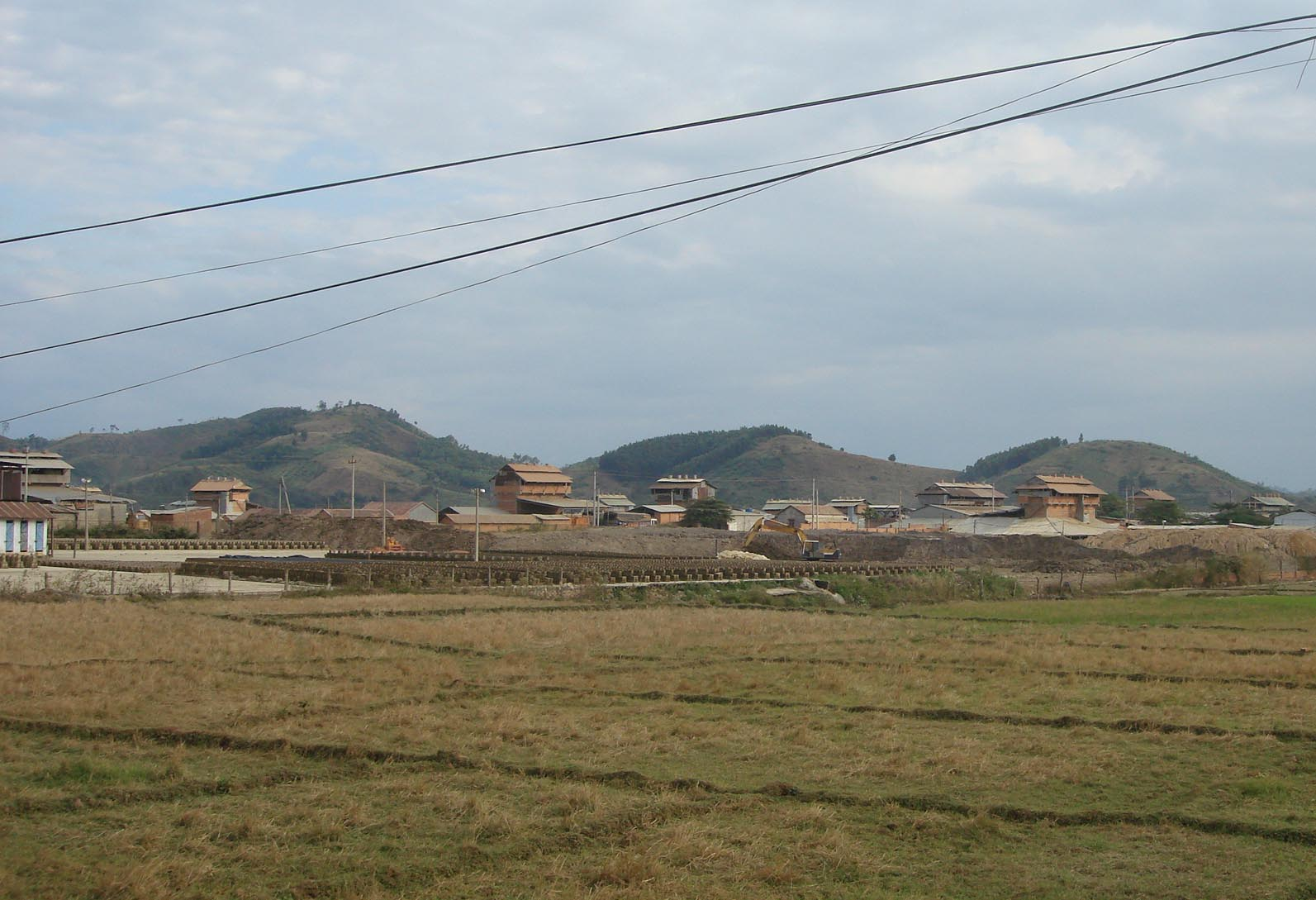
닥락성의 에아봉 싸

어떤 작은 마을은 공식적, 행정적으로 싸로 간주되지 않는다.
2008년 12월 31일을 기준으로 베트남에는 9,111개의 싸가 존재한다. 타인호아성은 모든 지방 단위 행정 단위 중 가장 많은 수의 싸(586개)를 포함하고 있으며, 436개가 있는 응에안성에 이어 408개가 있는 하노이도 있다. 가장 적은 다낭은 단지 11개의 싸를 가지고 있다.
순서대로 나열하면 타인호아성(586개), 응에안성(436개), 하노이 (408개), 타이빈성 (267개), 푸토성(251개), 하띤성(238개), 하이즈엉성(234개), 꽝남성(210개), 박장성(207개), 랑선성(207개에 달하며, 베트남에 있는 모든 싸의 3분의 1을 차지한다. 이 성들 중 셋은 홍강 삼각주 지방에 있고, 또 셋은 동북부 지방에, 셋은 북중부 지방에 있으며, 남중부 지방에도 하나가 있다.
베트남 통계청에서 발췌한 자료에 따르면 2018년 2월을 기준으로  11,162개의 싸급 3단계 행정 단위가 있다.

## 역사
1957년 남베트남의 응오딘지엠 대통령은 베트남 시골 사람들을 베트콩과의 접촉과 영향으로부터 떼어내기 위해 《햄릿 프로그램 전략》으로 알려진 반란 진압 프로젝트를 시작했다. 연좌(聯座)라고 불리는 많은 ‘요새화 된 마을’은 방어가 가능한 경계를 만들기 위해 통합시켜 재구성된 마을 조직으로 만들어 남베트남 전체에 적용시켰다. 소작농들에게 무기를 부여하여 스스로 자기방어 훈련을 받게 하였다. 부패하고, 불필요한 강제 이주, 집행 불량 등 몇 가지 문제로 인해 이 프로그램은 역효과를 낳았으며, 궁극적으로 응오딘지엠 정권에 대한 지지도 감소와 공산주의 노력에 대한 동정의 증가로 이어졌다.